# Severiano Martínez Anido
Severiano Martínez Anido (21 de maio de 1862 - 24 de dezembro de 1938) foi um general espanhol que ocupou vários cargos governamentais em Espanha durante as ditaduras de Primo de Rivera e de Franco.